# Ctenophthalmus costai
Ctenophthalmus costai är en loppart som beskrevs av Lewis 1970. Ctenophthalmus costai ingår i släktet Ctenophthalmus och familjen mullvadsloppor.

## Underarter
Arten delas in i följande underarter:
- C. c. costai
- C. c. libanensis